# Chrysocrambus dentuellus
Chrysocrambus dentuellus là một loài bướm đêm trong họ Crambidae.